# 卡尔帕蒂·鲁道夫
卡尔帕蒂·鲁道夫（匈牙利語：Kárpáti Rudolf，1920年7月17日—1999年2月1日），匈牙利男子击剑运动员。他曾参加1948年、1952年、1956年和1960年夏季奥运会击剑比赛，共获得6枚金牌，其中2枚来自个人项目，另外4枚来自团体项目。